# Mark Robertson
Mark Robertson (Sydney, 1977. április 6. –) volt ausztrál válogatott labdarúgó.

## Mérkőzései az ausztrál válogatottban
| #  | Dátum               | Ellenfél | Eredmény | Kiírás                  | Esemény |
| -- | ------------------- | -------- | -------- | ----------------------- | ------- |
| 1. | 2001. augusztus 15. | Japán    | 0 – 3    | AFC – OFC Challenge Cup | 46'     |